# Phiny Dick
Afine Kornélie Dik, bekannt unter ihrem Pseudonym Phiny Dick (* 14. September 1912 in Rotterdam; † 7. August 1990 in Greystones) war eine niederländische Autorin und Illustratorin von Kinderbüchern.

## Leben
Afine Kornélie Dik wurde am 14. September 1912 in Rotterdam geboren. Sie war die Tochter des Kapitän zur See Kornelis Egbert Dik (1883–1952) und Afina Hazewinkel (1886–1963). Sie heiratete am 31. Mai 1935 in Rotterdam den Comiczeichner Marten Toonder (1912–2005). Aus dieser Ehe gingen zwei Söhne hervor. Das Paar adoptierte zwei Töchter.
Phiny Dik war ein Einzelkind und musste zumeist auf ihren Vater verzichten, der als Kapitän viel von zu Hause weg war. Früh liebte sie Bilderbücher. Im Jahr 1926 zog die Familie Toonder in die Nachbarschaft und sie lernte die Brüder Marten und Jan Gerhard kennen. Als Teenager ging sie regelmäßig mit Marten Toonder tanzen und war in der Studentenvereinigung aktiv, deren Vorsitzender er war. Beide zeichneten sehr gern.
Nach der Schule machte sie eine Ausbildung zur Pharmazieassistentin und im Anschluss daran wurde sie Krankenpflegeschülerin am Coolsingel Hospital, konnte diese Ausbildung jedoch aufgrund einer Herzmuskelentzündung nicht abschließen. Sie nahm 1931 an einem Fernzeichenkurs des britischen Illustrators Percy Bradshaw teil. Ab 1933 half sie Marten Toonder beim Einfärben seiner Comics. Sie heirateten 1935 und da Marten bei der Nederlandsche Rotogravure Maatschappij in Leiden arbeitete, zogen sie nach Leiden. Da das Einkommen von Marten Toonder für die Familie nicht reichte, begann Phiny selbst zu Zeichnen und zu Malen. Sie änderte die Schreibweise ihres Nachnamens in Dick, da der Verleger Van Goor den Namen Dick für „künstlerischer“ hielt. Unterricht erhielt sie von Joannes Diekmann. Unter seinem Einfluss und dem ihres Schwagers Jan Gerhard begann sie sich für Astrologie zu interessieren. 1936 wurde sie Mutter ihres ersten Sohnes.
Zunächst arbeitete sie intensiv mit ihrem Mann zusammen, manchmal ergänzt durch die Mitarbeit ihres Schwagers Jan Gerhard. Gemeinsam schufen sie zu dritt Thijs IJs einen Comicstrip, der von 1934 bis 1938 täglich unter anderem im Het Nieuwsblad van het Noorden erschien. Jan Gerhard verfasste die Texte, Marten zeichnete und Dick setzte die Zeichnungen mit Tinte um. Phiny Dick entwickelte in dieser Zeit auch die Idee eine Geschichte über eine Katze zu schreiben Miezelientje. Marten und Phiny fertigten dazu Skizzen an, doch es wurde Dick Projekt. Das von ihr geschriebene und illustrierte Kinderbuch Miezelientje en de Prinses Roosmarijn erschien 1939.
Toonder arbeitete zu Hause doch Dick reiste regelmäßig nach Amsterdam. Dort versuchte sie bei Zeitungsredaktionen Aufträge für sich oder ihren Mann zu erhalten und Arbeiten zu verkaufen. Auch bei der Zeitung  De Telegraaf versuchte sie es. Dies zunächst vergeblich, doch nach Ausbruch des Kriegs bekam Toonder dort eine Anstellung und die Familie zog nach Amsterdam. Dort lebten und arbeiteten sie an unterschiedlichen Orten. Die Herausgeber des De Telegraaf interessierten sich für eine Fortsetzung von Miezelientje mit ihrem Bruder. Dieser sollte Tom Puss heißen, ein Einfall von Dick nach einem Besuch in einer Konditorei. Dick schrieb die Texte für die ersten beiden Abenteuer von Tom Puss, später schrieb Toonder die Geschichten.
In der Kultuurkamer, ein von den deutschen Besatzern während des Zweiten Weltkriegs gegründetes Institut, in dem alle Kunst- und Kulturschaffenden sich registrieren lassen mussten, wenn sie weiter tätig sein wollten und ihre Werke verkaufen wollten, wurden Marten Toonder am 21. April 1942 und Phiny Dick am 22. April 1942 registriert. Zunächst versuchten sie sich vom Krieg fernzuhalten und konzentrierten sich auf ihre Arbeit. 1943 wurde Dick erneut schwanger und die Geburt ihres zweiten Sohnes im Januar 1944 war schwierig. Sie erlitt eine Thrombose im Bein und durfte sich kaum bewegen. Die Genesung dauerte Monate. Dick empfand die Geburt wie ihre zweite Nahtoderfahrung. Die erste wäre die Herzmuskelentzündung gewesen. Nachdem sie genesen war, arbeitete sie an einem neuen Kinderbuch Schuimpje en Zigzag. Die Geschichte fand unter Wasser statt, doch der Verleger lehnte sie ab, da sie eine Meerjungfrau ohne Kleidung zeigte. Da Dick nichts ändern wollte, wurde das Buch nie veröffentlicht. Dick bekam Depressionen, die schwierige Geburt, eine Razzia des Sicherheitsdiensts, bei der ihr gedroht worden war, dem Baby etwas anzutun, ein ehemaliger Kollege war verhaftet worden, es herrschte großer Mangel und sie wurde aus den Bereichen herausgehalten, um die sich ihr Mann während der Kriegsjahre im Widerstand kümmerte. Nach der Befreiung der Niederlande wurde es besser. Sie konnte mit dem Verlag Van Goor Zonen in Den Haag einen neuen Band der Miezelientjesboeken-Reihe schaffen. Doch danach wollte sie sich nicht mehr um die „unschuldige Welt des Kindes“ kümmern. Weiterhin schrieb sie Comics für Zeitungen. Ihre Geschichten über Olle Kapoen aus dem Algemeen Handelsblad erschienen in Übersetzungen in Schweden und Deutschland.
Neben Comics und Kinderbüchern schuf Phiny Dick auch Porträts. Anfangs malte sie Pastelle, später nutzte sie andere Techniken. Es machte ihr Spaß beim Porträtieren Menschen kennenzulernen, doch insgesamt gab ihr diese Tätigkeit nicht genug Befriedigung. Pastelle fertigte sie auch für das Buch ihres Schwagers Jan Gerhard Toonder Der Tag nach Bethlehem. Eine Zeit lang konzentrierte sie sich auf die Herstellung von Wandteppichen, von denen jedoch keiner mehr erhalten ist. Der Stil dieser applizierten Wandteppiche soll Toonders Cartoons Hugo (1952) und Moonglow (1954) beeinflusst haben.
Als der indonesische Präsident Sukarno 1956 beschloss, alle staatenlosen Bürger, darunter viele Kinder, aus dem Land zu deportieren, adoptierte das Paar zwei Mädchen.
Sie zog mit ihrem Mann nach Greystones in Irland. Dort malte sie viel. Ihr Sohn schrieb später über diese Zeit, dass die Bäume in ihren Gemälden immer weniger Blätter hatten. Sie beschäftigte sich hauptsächlich mit der Herstellung von Ölgemälden und Aquarellen nach chinesischen Techniken. Am 7. August 1990 starb Phiny Dick in Irland nach einem kurzen Koma.